# Puesto Arbilla
El puesto Arbilla es un sector de la estancia La Florida ubicada en el valle de laguna del Desierto en donde se instaló la avanzada homónima de Carabineros de Chile perteneciente al retén Lago O'Higgins. El 6 de noviembre de 1965 el teniente Hernán Merino Correa murió en un enfrentamiento con la Gendarmería Nacional Argentina en el marco de la disputa de la laguna del Desierto entre ambos países.
Actualmente en las cercanías del lugar de los acontecimientos existe la denominada "plaza Soberanía" con letreros relatando los hechos.

## Etimología
El nombre lo recibe debido a que el lugar era propiedad del poblador de nacionalidad argentina, Ricardo Arbilla.